# Riječna delta
Riječnom deltom se naziva karakteristični oblik ušća rijeke. Najpoznatija delta je delta Nila, koja je dobila naziv po sličnosti oblika grčkom slovu delta (Δ) i time postala eponim za sve druge delte širom svijeta.

## Nastajanje
Nastajanje riječne delte je obilježeno odlaganjem sedimenta koji rijeka donosi sa sobom. Smanjenjem brzine toka vode kako se približava ušću, smanjuje se i snaga vode kojom nosi razne vrste sedimenta, koji se zbog toga taloži na dno i stvara prepreku. To opet dovodi do toga da voda mijenja smjer kako bi zaobišla prepreku, ili se razdvaja na rukavce. Veće delte se sastoje od niza brže i sporije tekućih ili čak stojećih rukavaca. To, međutim, nije moguće kad rijeke završavaju u morima s velikim razlikama između plime i oseke, umjesto delte, kod tih se rijeka stvara ljevkasti estuarij. Kako rijeka teče u pravilu prema moru odnosno jezeru, kad stigne do vode koja ne teče, odlaže sediment, i time svoju deltu neprekidno "gura" dalje u more. To je vrlo vidljivo na snimci delte Nila.

## Vrste delti
Pored ovdje navedene vrste delte, postoji još nekoliko drugačijih oblika delti:
- Unutrašnja delta
- Delta obilježena plimom i osekom
- Delta obilježena valovima
- Delta kojom dominira rijeka

## Primjeri
- Dunav (Delta Dunava; 4.000 km², Rumunjska) - druga po veličini riječna delta u Europi
- Ganges-/Brahmaputra (Delta Gangesa Bangladeš; 80.000 km²)
- Ind (8.000 km²)
- Mekong (70.000 km²)
- Mississippi (Mississippi delta; 36.000 km²)
- Niger (Delta Nigera 24.000 km²) - u srednjem dijelu toka Niger tvori i unutrašnju deltu
- Nil (Delta Nila 24.000 km²)
- Irrawaddy (30.000 km²)
- Lena (45.000 km²)
- Orinoco (24.000 km²)
- Volga (Rusija) - najveća delta u Europi
- Neretva (Delta Neretve, 120 km²) - jedina hrvatska delta